# Dick Cunningham
Richard "Dick" Cunningham (Canton, Ohio, 11 de julio de 1946) es un exjugador de baloncesto estadounidense que jugó durante siete temporadas en la NBA. Con 2,08 metros de estatura, lo hacía en la posición de pívot.

## Trayectoria deportiva

### Universidad
Jugó durante tres temporadas con los Racers de la Universidad Estatal de Murray, en las que promedió 13,8 puntos y 18,1 rebotes por partido. En 1967 promedió 21,8 rebotes por partido, siendo el máximo reboteador de la NCAA. Ese año y al siguiente fue incluido en el mejor quinteto de la Ohio Valley Conference.

### Profesional
Fue elegido en la decimoséptima posición del Draft de la NBA de 1968 por Phoenix Suns, y también por los New York Nets en el draft de la ABA, siendo finalmente traspasado a Milwaukee Bucks a cambio de una futura ronda del draft. Su primera temporada fue la mejor como profesional, promediando 4,6 puntos y 5,7 rebotes por partido.
Al año siguiente, tras la llegada de Lew Alcindor al equipo, sus minutos en pista se vieron reducidos, pasando a jugar menos de 7 por partido. Pero en la temporada 1970-71 colaboró en la consecución del único anillo de campeón de la historia de los Bucks, derrotando a los Baltimore Bullets por 4-0.
Al finalizar la temporada fue traspasado a Houston Rockets a cambio de John Block, pero tras un año en Texas fue recomprado por los Bucks. Jugó tres temporadas más en el equipo, las dos últimas marcadas por las lesiones, apareciendo en pista solamente en 10 partidos entre ambas, antes de retirarse definitivamente.

## Estadísticas de su carrera en la NBA

### Temporada regular
| Año     | Equipo    | PJ  | PT | MPP  | %TC  | %3P | %TL  | RPP | APP | ROB | TPP | PPP |
| ------- | --------- | --- | -- | ---- | ---- | --- | ---- | --- | --- | --- | --- | --- |
| 1968–69 | Milwaukee | 77  | -  | 16.1 | .425 | -   | .651 | 5.7 | 0.8 | -   | -   | 4.6 |
| 1969–70 | Milwaukee | 60  | -  | 6.9  | .369 | -   | .667 | 2.7 | 0.5 | -   | -   | 2.1 |
| 1970–71 | Milwaukee | 76  | -  | 8.9  | .415 | -   | .661 | 3.4 | 0.6 | -   | -   | 2.6 |
| 1971–72 | Houston   | 63  | -  | 11.4 | .385 | -   | .698 | 3.9 | 0.9 | -   | -   | 2.7 |
| 1972–73 | Milwaukee | 72  | -  | 9.6  | .410 | -   | .580 | 2.9 | 0.5 | -   | -   | 2.2 |
| 1973–74 | Milwaukee | 8   | -  | 5.6  | .500 | -   | .000 | 2.0 | 0.0 | 0.3 | 0.3 | 0.8 |
| 1974–75 | Milwaukee | 2   | -  | 4.0  | .000 | -   | .000 | 1.0 | 0.5 | 0.0 | 0.0 | 0.0 |
| Total   | Total     | 358 | -  | 10.6 | .406 | -   | .636 | 3.7 | 0.6 | 0.2 | 0.2 | 2.8 |

### Playoffs
| Año     | Equipo    | PJ | PT | MPP | %TC   | %3P | %TL  | RPP | APP | ROB | TPP | PPP |
| ------- | --------- | -- | -- | --- | ----- | --- | ---- | --- | --- | --- | --- | --- |
| 1969–70 | Milwaukee | 8  | -  | 5.6 | .556  | -   | .500 | 1.5 | 0.3 | -   | -   | 2.6 |
| 1970–71 | Milwaukee | 14 | -  | 6.4 | .429  | -   | .667 | 1.7 | 0.1 | -   | -   | 1.7 |
| 1972–73 | Milwaukee | 5  | -  | 3.4 | 1.000 | -   | .000 | 0.6 | 0.4 | -   | -   | 0.4 |
| Total   | Total     | 27 | -  | 5.6 | .500  | -   | .636 | 1.4 | 0.2 | -   | -   | 1.7 |